# 地杨桃属
地杨桃属（学名：Sebastiania）是大戟科下的一个属，为灌木植物，少数为草本。该属共有约95种，分布于热带地区。